# Simfonija broj 2 (Gustav Maler)

## Simfonija broj 2. c – moll, ’’Vaskrsenje’’
Malerova Druga Simfonija, poznata je pod nazivom iz naslova. Kroz ovu kolosalnu simfoniju, provejava mističan zvuk smrti i Vaskrsenja. Simfonija je koncipirana u pet stavova i prosečnog je trajanja 1 sat i 21 minut. Rad na njoj je trajao između 1888. i 1894. godine. Premijerno je izvedena sledeće, 1895. godine, u Berlinu pod dirigentskom palicom Riharda Štrausa, iste godine kada je Maler primio katoličku veru. Imala je neslavnu premijeru, jer je kolosalnih dimenzija i snažnih emotivnih naboja. Može se reći da je na kraju 19. veka odigrala upravo onakvu revolucionarnu ulogu, kakvu je na njegovom početku odigrala Betovenova Eroika. I zaista, Maler u svojoj Drugoj Simfoniji nastavlja dalje da razvija mogućnosti koje su u simfonijsku muziku uveli Betoven i Berlioz. Prva tri stava su čisto instrumentalni, dok se u četvrtom i petom stavu pridružuju dva ženska vokalna solista i veliki mešoviti hor.

## Zvučne karakteristike
- Prvi stav, Totenfeier (Ritual smrti) - Allegro moderato, koji zauzima četvrtinu ukupnog trajanja simfonije, napisan je i izveden već 1888. godine. Prvobitno je pod tim nazivom bio samostalna simfonijska poema i posle dovršavanja simfonije povremeno se izvodi kao takav. Odmah na njegovom početku, u žustrom melodijsko-ritmičkom pokretu, vlada misticizam smrti, koji se zatim nastavlja u jedan kolosalni posmrtni marš. Njega u razvojnom delu prekidaju mirnija i nežnija mesta, poput evokacije dalekih trenutaka sreće. U reprizi, nakon ponovnog bolnog izlaganja posmrtnog marša i jednog bolnog proloma, stav se okončava u iznenadnom zamiranju. Klasične formalna struktura je dakle, i dalje prisutna, ali veoma proširena.

- Drugi stav, Andante moderato,con moto, je jedan lendler. Ironičan po karakteru, ne može odagnati bolne sumnje i senke smrti.

- Treći stav, In ruhig fliessender bewegung (u mirnom, oticajućem pokretu), je po svom karakteru skerco. Ali, kao jedna velika groteska. U stravičnoj muzici ovog stava, Maler podseća na svog učitelja, Antona Bruknera, na njegove Četvrtu i Devetu Simfoniju i obrađuje svoju mistično - ironičnu pesmu Propoved ribama sv Antonija Padovanskog. Nažalost, drugi i treći stav zbog svog ponešto ispraznog sadržaja, ne pružaju najbolji kontast snazi prvog.

- Četvrti stav, neveliki po obimu, nosi naziv Urlicht (Prasvetlost) - Sehr feierlih, aber schlicht(Veoma svečano i skromno). Miran i rafiniran stav, potcrtan fanfarom trube. Nastupa solo alt i peva pesme iz zbirke Dečakov čarobni rog, kojom se Maler tako bogato i tako dirljivo napajao do kraja svog životnog veka. U prvom delu stava, to je pesma o crvenoj ruži, simbolu Device Marije, kroz koju, verovanjem i molitvom, čovek stiče nebesko blažensto. U drugom delu, na stihove Od Boga sam i Bogu ću se vratiti, dolazi do erupcije zvuka i onda se stav okončava u zamiranju.

- Peti i finalni stav U tempu skerca - Velika posmrtna oda je najduži i najkolosalniji deo simfonije, sa trajanjem oko 32 minuta. Najpre instrumentalni deo pisan u stilu scenske muzike,koji nam donosi jedan kratak skerco, zatim prikrivani citat Vegnerove poeme Zigfridova idila, čija je muzika dobrim delom i inspirisala ovaj stav, a onda prikaz prizora koji umnogome može predstaviti prizor Hristovog puta na Golgotu, noseći krst za raspeće na leđima. Maler je ovom mestu dao i naziv - Veliki poziv i opis sudnjeg dana, kada će svi ljudi konačno dati odgovor za ono što su činili. Muzika je ispunjena snažnim prolomima celog orkestra, a pri kraju ovog dela, nastupa snažan vrisak smrti, poput poslednjeg prikaza raspetog Hrista, nakon čega sledi stišavanje. Tematski materijal preuzima hor, koji bez orkestarske pratnje peva prvi deo iz Posmrtne ode pesnika Klopštoka, pisane za sahranu pijaniste i dirigenta Hansa Fon Bilova 1894. godine: Vasrsnućeš, da, Vaskrsnućeš, prahu moj, nakon kratkog počinka. Potom ceo izvođački ansambl izvodi pesmu o Vaskrsenju duše, koju je sam Maler, sa velikim pesničkim talentom,dalje razvio. U završnici, dirljiv orkestarski prikaz Vaskrslog Hrista i poklič solista i hora: Umreću da bih živeo, koji u kolosalnom završetku okončava ovo veliko simfonijsko delo, apoteozu najvećeg hrišćanskog praznika, Vaskrsa.

## Izvođači
Rezidencijalni Orkestar iz Den Haga, dirigent: Hans Vonk. Sudeluju: Marija Oran-sopran, Jard Van Nes-alt i Hor Holandskog teatra.
Udruženi Orkestri Beogradske i Sofijske Filharmonije, dirigent: Emil Tabakov. Sudeluju: Višnja Pavlović - Drakulić-sopran, Svetlana Serdar-alt i Hor Obilić - Krsmanović.